# Helmut Pfleger
Helmut Pfleger é um jogador de xadrez da Alemanha com participação nas Olimpíadas de xadrez de 1964 a 1982. Helmut conquistou a medalha de bronze por equipes e a de ouro por performance individual jogando no quarto tabuleiro em Tel Aviv 1964 e uma de bronze  em Nice 1974, jogando no terceiro tabuleiro.